# إيما فولر
إيما فولر (بالإنجليزية: Emma Fowler) هي متسابقة بياثل بريطانية، ولدت في 5 يونيو 1979 في تونتون (المملكة المتحدة) في المملكة المتحدة.

## وصلات خارجية
- إيما فولر على موقع IBU (الإنجليزية)
- إيما فولر على موقع اللجنة الأولمبية الدولية (الإنجليزية)
- إيما فولر على موقع أوليمبيديا (الإنجليزية)
- إيما فولر على موقع اللجنة الأولمبية البريطانية (الإنجليزية)